# Naibukaloabodufushi
Naibukaloabodufushi est une petite île inhabitée des Maldives. Son nom signifie « île du juge ». 

## Géographie
Naibukaloabodufushi est située dans le centre des Maldives, au Sud-Est de l'atoll Nilandhe Sud, dans la subdivision de Dhaalu. 